# Света Тереза Калкутска (Скопие)
„Света Тереза Калкутска“ (на македонска литературна норма: „Света Тереза Калкутска“) е римокатолически параклис в Скопие, Северна Македония, в Скопската епископия на Римокатолическата църква.
Параклисът е част от комплекса на къщата музей „Майка Тереза“. Работи от 2008 година.
Стените на параклиса са украсени с риби-птици, които напомнят за витраж и за филигранския занаят на семейството на Майка Тереза. В параклиса се служи два пъти в седмицата, а на празниците, свързани с Майка Тереза, се излагат и нейните мощи.